# さいたま市立芝原小学校
さいたま市立芝原小学校（さいたましりつ しばはらしょうがっこう）は、埼玉県さいたま市緑区にある公立小学校。

## 規模
- 2014年度 - 児童数893人26学級

## 沿革
- 1983年（昭和58年）4月1日 - 浦和市立三室小学校から分離独立し、浦和市立芝原小学校が開校。（芝原小開校に伴い、三室中が現在地に移転。）
- 2001年（平成13年）5月1日 - さいたま市誕生により、さいたま市立芝原小学校に改称。

## 学区
- 大字三室（1837番地・1844番地～1858番地・2710番地～2713番地・2802番地～2811番地・3026番地～3056番地）
- 宮本1丁目、宮本2丁目
- 芝原1丁目、芝原2丁目、芝原3丁目
- 大字見沼
- 馬場1丁目（39番地～最終番地）、馬場2丁目
- 松木1丁目（14番地～20番地・25番地～最終番地）松木2丁目、松木3丁目

## 交通
- 武蔵野線東浦和駅から馬場折返場またはさいたま東営業所行きに乗車、「芝原小学校」で下車徒歩1分。

## 著名な関係者
- 斎藤武夫 - 元教師